# 異齒大眼非鯽
異齒大眼非鯽，為輻鰭魚綱鱸形目隆頭魚亞目慈鯛科的其中一種，分布於非洲坦干伊喀湖北部流域，為特有種，體長可達14.4公分，棲息沙石底質水域，雄魚會掘洞築巢，生活習性不明，可作為觀賞魚。

## 擴展閱讀
維基物種上的相關：異齒大眼非鯽